# Roberto Villa
Roberto Villa, nome d'arte di Giulio Sabetta (Casablanca, 2 dicembre 1915 – Fontevivola di Sutri, 30 giugno 2002), è stato un attore e doppiatore italiano.

## Biografia

Roberto Villa all'apice della sua popolarità

Da poco tempo in Italia, dove studiava medicina e seguiva i corsi del Centro sperimentale di cinematografia, venne scoperto da Mario Camerini che lo fece esordire al cinema nel suo Il grande appello (1936), un film propagandistico in cui interpretò il ruolo del figlio di un rinnegato che vendeva armi agli abissini, al quale seguì, nel 1938, Luciano Serra pilota di Goffredo Alessandrini.
A partire da Il fornaretto di Venezia di Duilio Coletti (1939) Villa, grazie al suo aspetto attraente e simpatico che ricordava quello di attori americani come Robert Young e Robert Montgomery, ebbe un grande quanto effimero successo e l'anno successivo interpretò Maddalena... zero in condotta di Vittorio De Sica, acquisendo maggiore scioltezza nella recitazione.
Negli anni quaranta si dedicò a un'attività eclettica e intensa, lavorando soprattutto con Luigi Zampa, Carlo Ludovico Bragaglia, Amleto Palermi, Camillo Mastrocinque, Sergio Tofano, Piero Ballerini e Leo Menardi.

Gino Bramieri, Raffaele Pisu e Roberto Villa ne L'amico del giaguaro

Si dedicò con successo anche al teatro - formando negli anni cinquanta la Barbara-Tamberlani-Villa - e al doppiaggio.
Nei primi anni sessanta partecipò al programma televisivo L'amico del giaguaro nella parte dell'aspirante notaio, come lo chiamava ironicamente il presentatore Corrado. Nel 1961 interpretò il Corsaro Nero nella rivista musicale Giovanna, la nonna del Corsaro Nero di Vittorio Metz.
Sempre per la televisione ha interpretato nel 1966 l'episodio I due volti della verità della serie televisiva Le avventure di Laura Storm con Lauretta Masiero.
Alla fine degli anni settanta si trasferì a Fontevivola, frazione residenziale dell'antica città di Sutri in provincia di Viterbo, dove morì il 30 giugno 2002, a 86 anni, per una pancreatite.

### La passione per le conchiglie
Villa era un grande appassionato e collezionista di conchiglie. Nel 2004, in occasione della cerimonia inaugurale della XXVII Mostra Malacologica di Cupra Marittima, Adriana Parrella volle donare al Museo malacologico piceno la collezione appartenuta al marito scomparso due anni prima, che fu ufficialmente denominata: «Donazione Roberto Villa» e incrementò così la sezione didattica del museo stesso, già il più grande al mondo nel suo genere.

## Filmografia

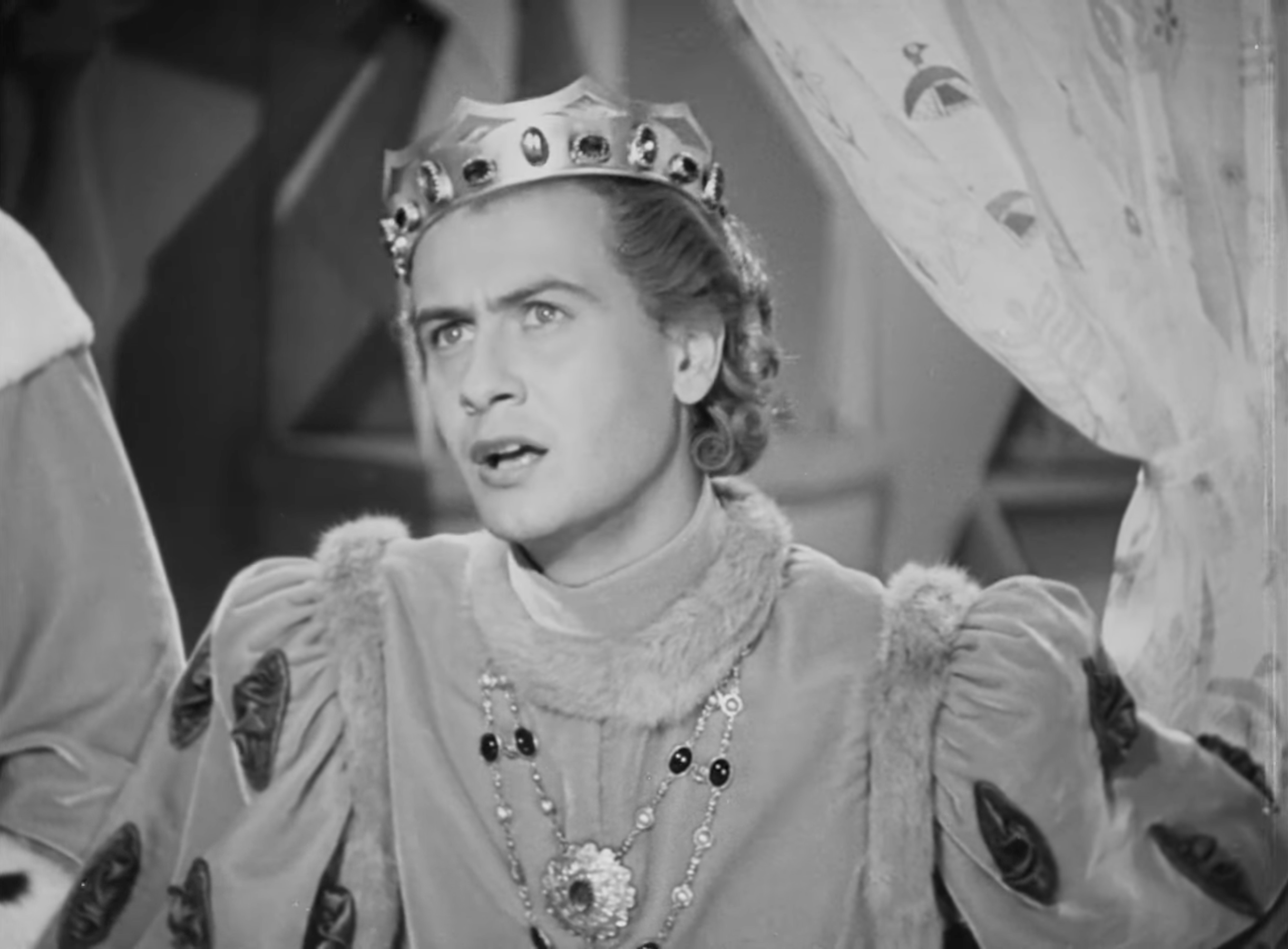
Roberto Villa in Cenerentola e il signor Bonaventura (1941)

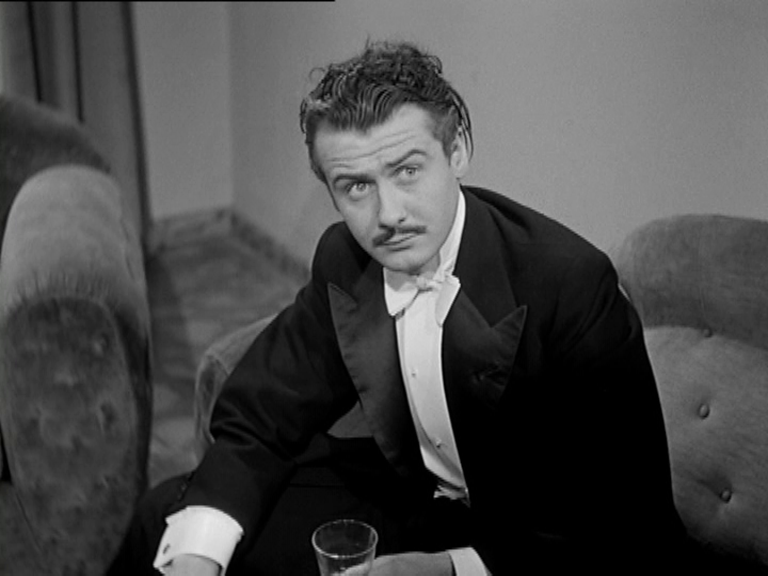
Roberto Villa in La fortuna viene dal cielo (1942)

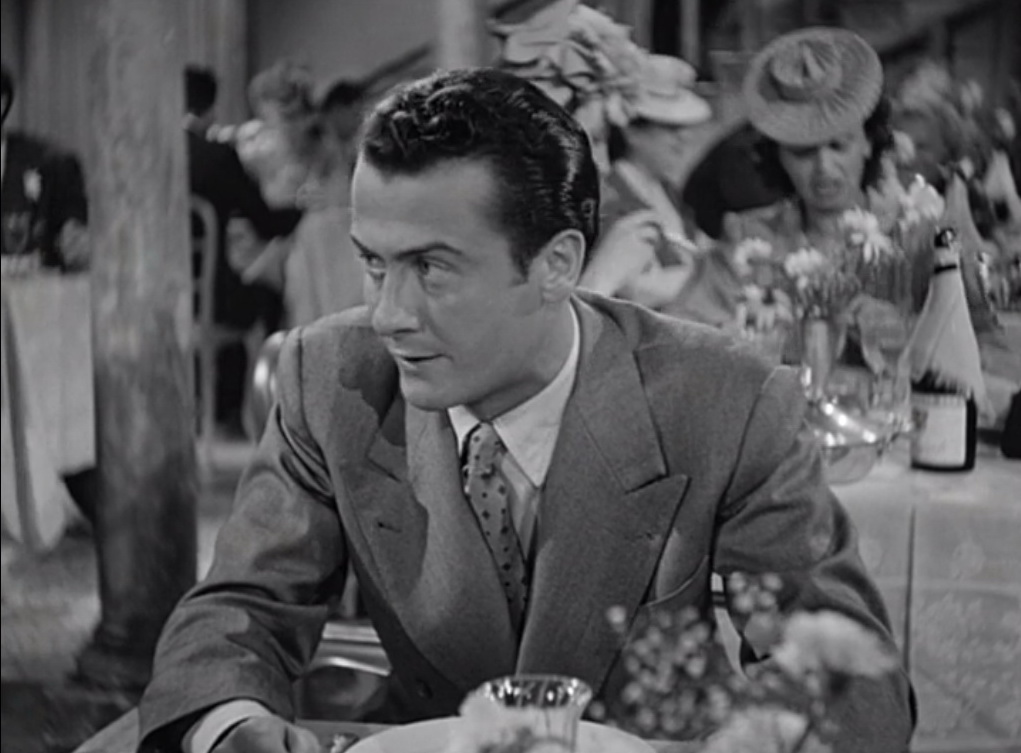
Roberto Villa in La vispa Teresa (1943)

- Il grande appello, regia di Mario Camerini (1936)
- Luciano Serra pilota, regia di Goffredo Alessandrini (1938)
- Gli ultimi della strada, regia di Domenico Paolella (1939)
- Il fornaretto di Venezia, regia di Duilio Coletti (1939)
- Se quell'idiota ci pensasse, regia di Nino Giannini (1939)
- La fanciulla di Portici, regia di Mario Bonnard (1940)
- Maddalena... zero in condotta, regia di Vittorio De Sica (1940)
- Ecco la radio!, regia di Giacomo Gentilomo (1940)
- La gerla di papà Martin, regia di Mario Bonnard (1940)
- Il sogno di tutti, regia di Oreste Biancoli (1941)
- Marco Visconti, regia di Mario Bonnard (1941)
- I mariti (Tempesta d'anime), regia di Camillo Mastrocinque (1941)
- L'elisir d'amore, regia di Amleto Palermi (1941)
- Una volta alla settimana, regia di Ákos Ráthonyi (1941)
- Violette nei capelli, regia di Carlo Ludovico Bragaglia (1941)
- Le due orfanelle, regia di Carmine Gallone (1942)
- La sonnambula, regia di Piero Ballerini (1942)
- Cenerentola e il signor Bonaventura, regia di Sergio Tofano (1942)
- Divieto di sosta, regia di Marcello Albani (1942)
- Giorno di nozze, regia di Raffaello Matarazzo (1942)
- Signorinette, regia di Luigi Zampa (1942)
- La fortuna viene dal cielo, regia di Ákos Ráthonyi (1942)
- Il paese senza pace, regia di Leo Menardi (1943)
- La vispa Teresa, regia di Mario Mattoli (1943)
- La signora in nero, regia di Nunzio Malasomma (1943)
- Principessina, regia di Tullio Gramantieri (1943)
- La moglie in castigo, regia di Leo Menardi (1943)
- Il processo alle zitelle, regia di Carlo Borghesio (1944)
- Scadenza trenta giorni, regia di Luigi Giacosi (1944)
- Il ventesimo duca, regia di Lucio De Caro (1945)
- Porte chiuse, regia di Carlo Borghesio (1945)
- La prigioniera dell'isola, regia di Marcel Cravenne (1946)
- Albergo Luna, camera 34, regia di Carlo Ludovico Bragaglia (1946)
- Un mese d'onestà, regia di Domenico Gambino (1947)
- La sirena del golfo, regia di Ignazio Ferronetti (1948)
- Il medico delle donne, regia di Giorgio Simonelli (1962)

## Doppiaggio
- Peter Cushing ne La vera storia del dottor Jekyll, Il terrore viene dalla pioggia
- Trevor Howard in Maria Stuarda, regina di Scozia, Il ribelle di Scozia
- Regis Toomey ne Il grande sonno (ridoppiaggio TV 1975)
- Bud Spencer ne Il corsaro nero
- Clive Revill in L'Impero colpisce ancora[1]
- Art Carney in L'occhio privato, Harry e Tonto
- Ned Romero in Ucciderò Willie Kid
- Mino Doro in L'indomabile Angelica
- Erno Crisa in Angelica e il gran sultano
- Boris Karloff in Manicomio
- Burgess Meredith ne Il giorno della locusta
- Martin Balsam in Sentinel
- Francisco Rabal ne Il deserto dei Tartari
- Ernest Borgnine in L'imperatore del Nord
- Robert Shaw in Robin e Marian, Abissi, Forza 10 da Navarone, Avalanche Express
- E.G. Marshall in Power - Potere, Interiors
- Jack Weston in Gli occhi della notte
- Bruce Cabot ne I due invincibili
- Stefan Gierasch in Corvo rosso non avrai il mio scalpo!
- Ivan Mesquita in Gabriela
- Sô Yamamura in Tora! Tora! Tora!
- Jack Warden in L'uomo che amò Gatta Danzante
- Shane Rimmer in Una strada, un amore
- Robert Brown in Octopussy - Operazione piovra
- John Colicos in La collera di Dio
- Patrick O'Neal in La fabbrica delle mogli
- Peter Falk in Mikey e Nicky
- Holmes Herbert in L'uomo invisibile
- Percy Herbert in Capitan Apache
- Michael Hordern in Anna dei mille giorni
- Ben Johnson in Sugarland Express
- John Marley in L'etrusco uccide ancora
- Riccardo Garrone in La rimpatriata
- Tom Tully in Una donna nel lago (ridoppiaggio TV)
- Claudio Gora ne I crudeli
- Gene Hackman ne I temerari
- Renato Baldini in Gli infermieri della mutua
- Enzo Fiermonte in La vendetta è un piatto che si serve freddo
- Giuseppe Addobbati in Un uomo, un cavallo, una pistola

## Prosa teatrale
- Arlecchino servitore di due padroni , di Carlo Goldoni, regia di Giorgio Strehler, Piccolo Teatro di Milano, 24 luglio 1947.
- L'uomo e la tromba, di Marc Connelly, regia di Giorgio Romano, Teatro dell'Arte di Milano 18/26 aprile 1961.

## Prosa radiofonica Rai
- La maschera e il volto, di Luigi Chiarelli, regia di Anton Giulio Maiano, trasmessa il 22 ottobre 1950
- Raffaele di Vitaliano Brancati, regia Pietro Masserano Taricco, trasmessa nel gennaio 1951.
- La fattoria degli animali, di George Orwell, regia di Anton Giulio Majano, trasmessa il 8 marzo 1951
- L'anno Santo di Roma, di Pedro Calderón de la Barca, regia di Alberto Casella, trasmessa il 24 maggio 1951
- Il vecchio saggio e la fanciulla abbastanza, radiodramma di Stefano Strucchi, regia di Guglielmo Morandi, trasmessa il 6 ottobre 1951
- Il piccolo principe di Antoine de Saint-Exupéry, regia di Alberto Casella, trasmessa il 20 ottobre 1951.
- Gli errori di Giosuè di Ugo Ronfani, regia di Alberto Casella, trasmessa il 16 novembre 1951.
- La maschera e il volto, grottesco di Luigi Chiarelli, regia di Anton Giulio Majano, trasmessa il 1º giugno 1954
- Il bugiardo, commedia di Carlo Goldoni, regia di Guglielmo Morandi, trasmessa il 20 luglio 1954
- Amor di violino, radiocommedia di Ermanno Carsana, regia di Alessandro Brissoni (1960)
- Viaggio a Panama, radiodramma di Alberto Bevilacqua, da un racconto di Anthony Trollope, regia di Nino Meloni, trasmesso il 7 marzo 1960.

## Varietà radiofonici Rai
- Casa Serena, varietà del mattino presentato da Rosalba Oletta e Roberto Villa 1953
- Una ribalta per i giovani, nuovi artisti al microfono presentati da Roberto Villa, marzo aprile 1960.

## Prosa televisiva Rai
- Esami di maturità, regia di Mario Landi, trasmessa il 8 ottobre 1954
- Invito al sogno, regia di Mario Ferrero, trasmessa il 4 febbraio 1955.
- Io sono Gionata Scrivener, dal romanzo di Claude Houghton, regia di Mario Landi, trasmessa il 9 ottobre 1955
- Storia di un uomo molto stanco, regia di Carlo Tamberlani, trasmessa il 16 dicembre 1955.
- Stelle alpine, regia di Claudio Fino, trasmessa il 12 dicembre 1958.
- Dieci minuti di alibi, di Antony Armstrong, regia di Giacomo Vaccari, trasmessa il 27 febbraio 1959.
- Le rispettabili signorine Arbuckle, regia di Alberto Gagliardelli, trasmessa nel marzo del 1959[controllare la data][2]
- Notte sull'Atlantico, originale televisivo di Leslie Reade, regia di Daniele D'Anza, 1960
- Prima dell'alba, commedia di Tatiana Garin e Wolfgang W. Broll, regia di Enrico Colosimo, trasmessa il 8 febbraio 1961
- Papà investigatore, racconto sceneggiato di Adriana Parrella, regia di Alda Grimaldi 1965

Negli anni sessanta partecipò allo sceneggiato per ragazzi Album di famiglia con Carlo Campanini, in cui interpretava il ruolo del padre.
Ha inoltre interpretato alcune serie di sketch della rubrica pubblicitaria giornaliera di Carosello (RAI1):
- nel 1959 con Ettore Conti e Loris Loddi, per i biscotti Pavesini della Pavesi;
- nel 1960 con Loris Loddi ancora per i biscotti Pavesini della Pavesi;
- nel 1961 insieme a Hélène Rémy, Mario De Angeli e Renato Tovaglieri per le lavatrici Candy della Fumagalli;
- nel 1963 con Gino Bramieri, Mimmo Craig e Renato Tovaglieri per la biancheria Movil della Montecatini Edison; per il brandy Select della Pilla;
- nel 1964 ancora per la Candy con Marisa Borroni e Angelo Corti.

## La rivista teatrale
- Ma se ci toccano nel nostro debole... , di Nelli, Mangini, Garinei e Giovannini, regia di Mario Mangini, prima al Teatro Valle di Roma 15 aprile 1947.

## Doppiatori
- Carlo Romano in Il fornaretto di Venezia, Gli ultimi della strada
- Mario Pisu in Il grande appello